# La Hoguette

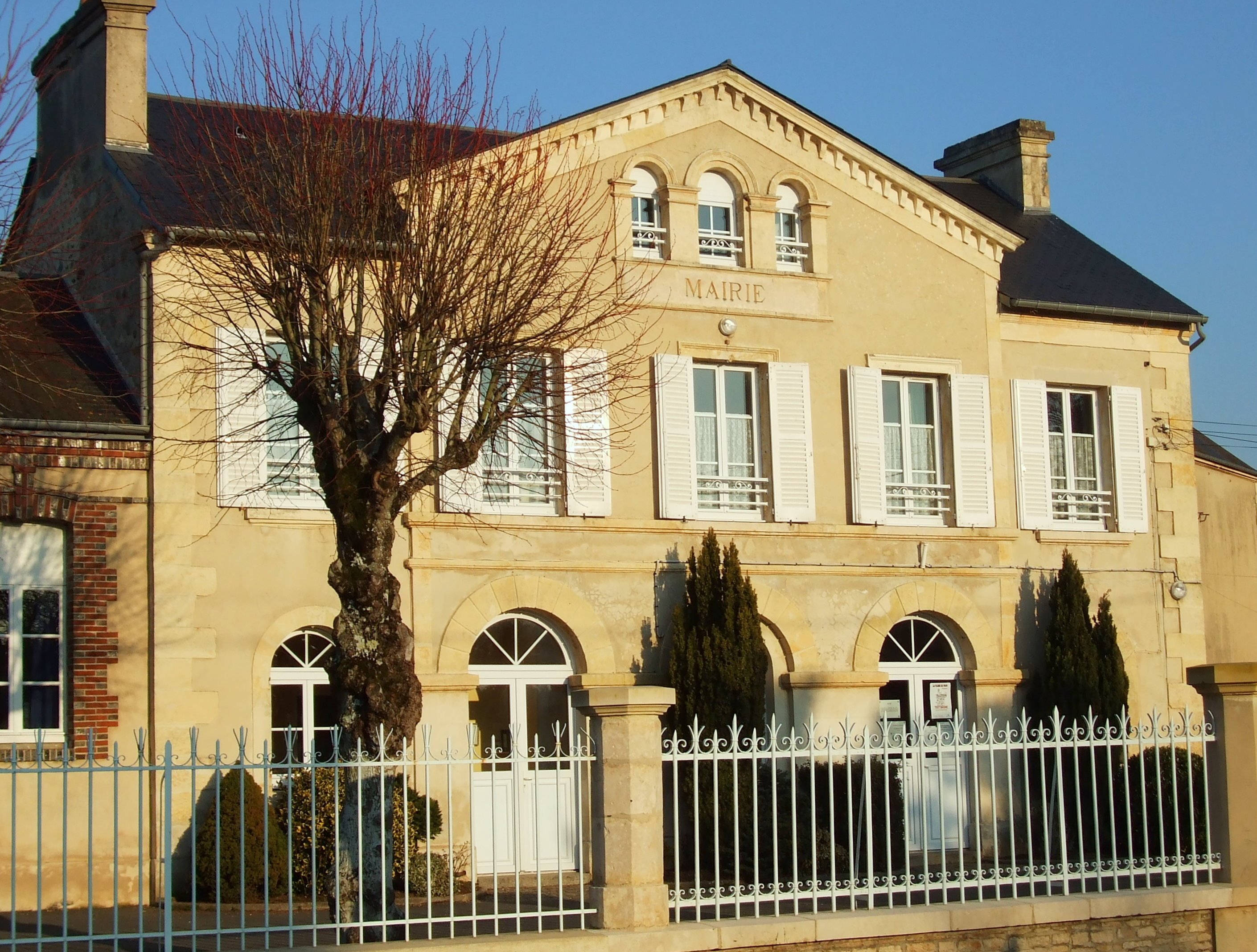
Mairie der Gemeinde

La Hoguette (Ausspracheⓘ) ist eine französische Gemeinde mit 664 Einwohnern (Stand: 1. Januar 2022) im Département Calvados in der Region Normandie. Sie gehört zum Arrondissement Caen und zum Kanton Falaise. Die Einwohner werden als Hoguetons bezeichnet.

## Geografie
La Hoguette liegt rund 4 km südöstlich von Falaise, an das es im Norden angrenzt. Umgeben wird die Gemeinde zudem von Pertheville-Ners im Nordosten, Vignats im Osten, Nécy im Südosten, Rônai im Süden, Neuvy-au-Houlme im Südwesten, Cordey im Westen sowie Saint-Pierre-du-Bû in nordwestlicher Richtung.

## Geschichte
Die altneolithische La-Hoguette-Gruppe wurde 1983 vom französischen Prähistoriker Christian Jeunesse nach Funden in einem Megalithgrab im Gemeindegebiet benannt.

## Bevölkerungsentwicklung
| Jahr                             | 1793 | 1836 | 1876 | 1926 | 1946 | 1968 | 1990 | 2016 |
| Einwohner                        | 422  | 684  | 631  | 402  | 425  | 464  | 532  | 718  |
| Quelle: Cassini, EHESS und INSEE |      |      |      |      |      |      |      |      |

## Sehenswürdigkeiten
- Pfarrkirche Saint-Barthélemy aus dem 18. Jahrhundert
- Kloster Saint-André-de-Gouffern aus dem Jahr 1127, seit 1932 als Monument historique klassifiziert[2]
- mehrere Schlösser und Gutshäuser aus dem 18. und 19. Jahrhundert

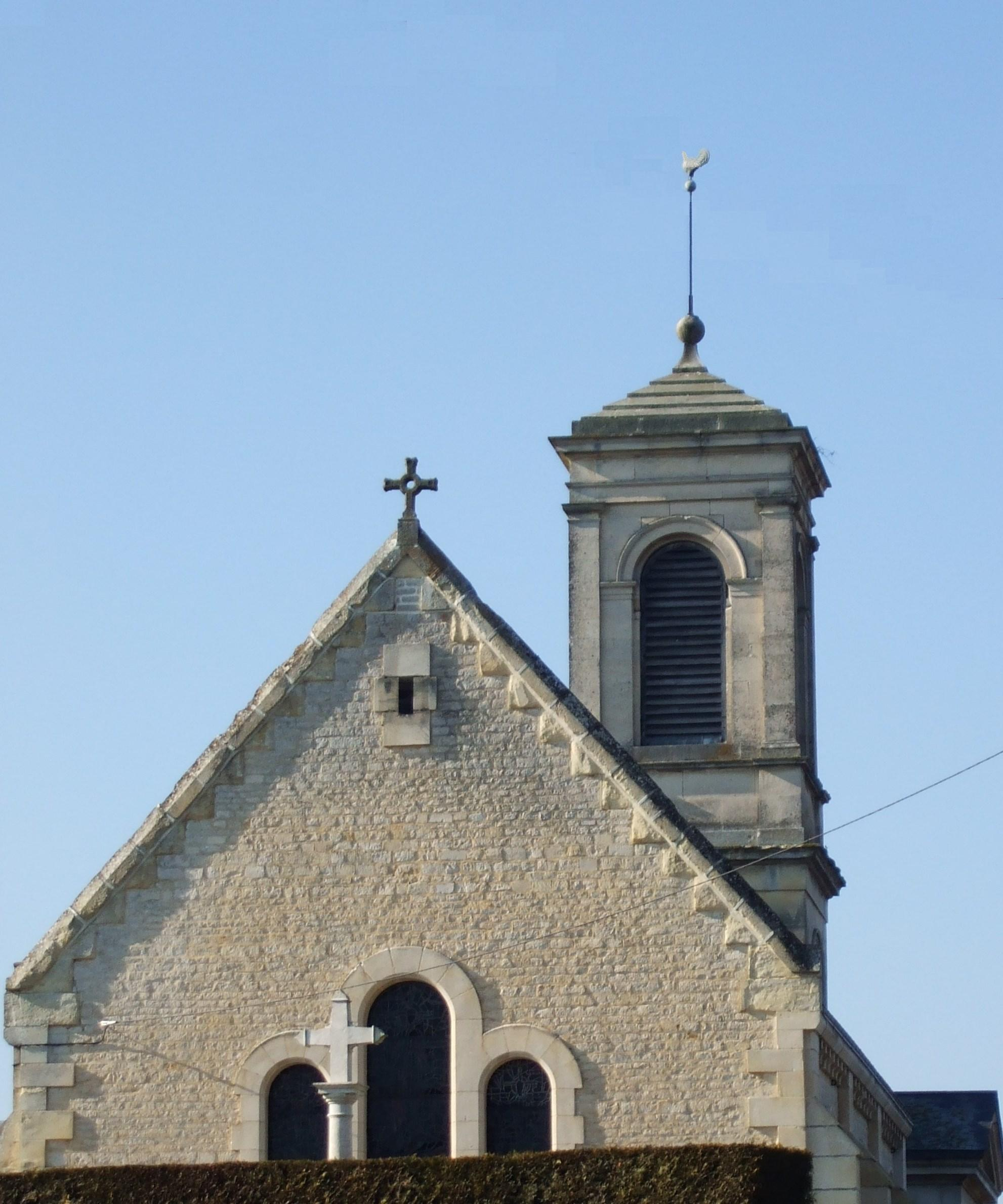
Pfarrkirche Saint-Barthélemy
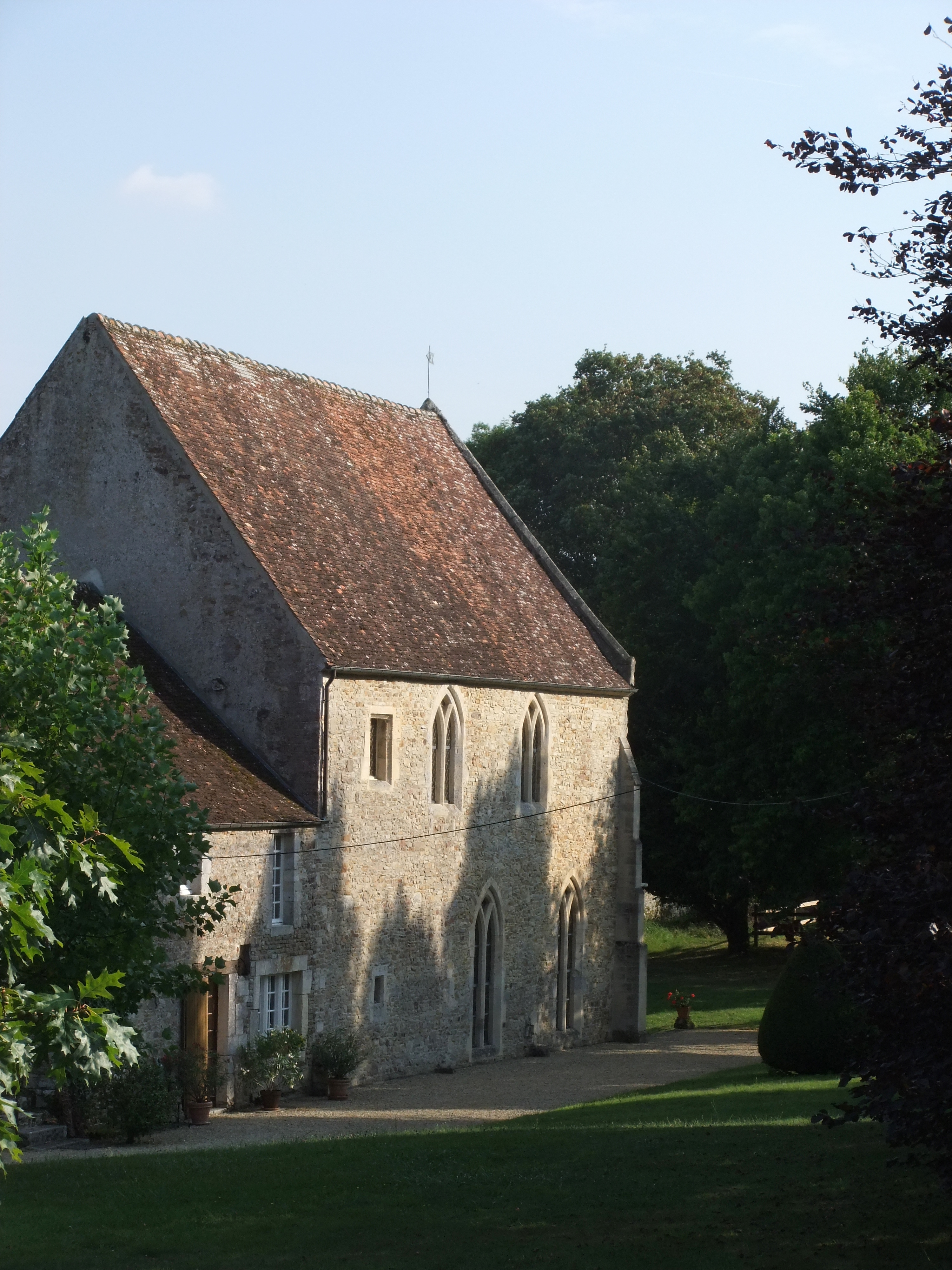
Das Klostergebäude